# Vibrissina erecta
Vibrissina erecta là một loài ruồi trong họ Tachinidae.